# Gebhard Himmler
Pour les articles homonymes, voir Himmler.
Gebhard Ludwig Himmler, né le 29 juillet 1898 à Munich et mort le 22 juin 1982 dans cette même ville, est un ingénieur en mécanique allemand. Il est le frère aîné d'Heinrich Himmler.

## Biographie

### Premières années

#### Jeunesse
Gebhard Himmler est le premier fils de Joseph Gebhard Himmler (1865-1936) et Anna Maria Heyder (1866-1941). Il est également le frère aîné d'Heinrich Himmler (1900-1945) et d'Ernst Himmler (1905-1945).
De 1904 à 1906, il est scolarisé dans une école de la Frauenplatz de Munich, près de la cathédrale Notre-Dame. Il fréquente ensuite, de 1906 à 1908, l'Amalienschule de Neubourg-sur-le-Danube. À partir de 1909, il étudie au lycée Maximilien de Munich (de). Il en ressort diplômé en 1916. Il poursuit ses études et obtient un nouveau diplôme en mars 1917.

#### Première guerre mondiale
Après mars 1917, Gebhard Himmler délaisse les études et part suivre une formation d'officier. En mai 1917, il intègre un régiment d'infanterie bavarois. Il est successivement muté à Grafenwöhr puis Lagerlechfeld (de) où il apprend le maniement des armes. En avril 1918, il part se battre en Lorraine et participe à la bataille de Château-Thierry comme estafette. Il assure la liaison du front avec l'état-major.[réf. nécessaire]

#### République de Weimar
Après l'armistice, Himmler rejoint les mouvements qui s'opposent à la République des conseils de Bavière. En novembre 1919, il s'engage dans la Reichswehr aux côtés de son frère Heinrich et se retrouve sous les ordres de Franz von Epp. En 1923, il intègre une organisation paramilitaire dirigée par Ernst Rohm et participe au putsch de Munich.
Entre-temps, Gebhard Himmler suit des études à l'université technique de Munich et ressort diplômé en juillet 1923. Il commence ensuite à travailler dans une banque bavaroise. En 1924, il commence à travailler dans le bureau d'études de l'entreprise de Fritz Ludwig Neumeyer. En janvier de l'année suivante, il devient professeur dans une école professionnelle et se spécialise dans la mécanique de précision. À partir d'avril 1925, il commence également à enseigner le dessin, la physique et l'instrumentation.
Membre de l'Akademischer Gesangverein (de) de Munich, Himmler a l'occasion d'y découvrir son futur beau-frère Richard Wendler (en). Peu après, il rencontre Mathilde Hilde Wendler à l'occasion d'un bal donné à Munich. Il l'épouse le 18 septembre 1926.
Parallèlement, il dirige l'association des écoles professionnelles bavaroises.

### Troisième Reich

#### Années 1930
Peu de temps après l'arrivée au pouvoir d'Adolf Hitler, Gebhard Himmler est nommé directeur de l'école professionnelle dans laquelle il enseigne. En novembre 1935, il prend les rênes de l'école polytechnique Oskar von Miller.
En mai 1933, alors qu'il vient de rejoindre le NSDAP, Himmler intègre une association qui promeut les relations de l'Allemagne à l'étranger. Opportuniste, il cherche à faire baisser son numéro de membre du parti et celui de sa femme afin d'accéder à certains privilèges. Il finit par être nommé député puis gauleiter de Haute-Bavière.
En tant que directeur de nombreux établissements professionnels de Munich, Gebhard Himmler acquiert un certain nombre de postes honorifiques. L’État le dispense néanmoins d'enseigner. Il décide de suivre une nouvelle formation d'officier. En 1936, il intègre les organismes scientifiques du régime dont le NS-Bund Deutscher Technik (de) dirigé par Fritz Todt. Il y reste jusqu'en 1938.
Durant cette période, Gebhard Himmler profite de son pouvoir pour exercer une grande influence sur le monde politique. Il l'utilise de manière partiale et discriminatoire.

#### Seconde guerre mondiale
En août 1939, Gebhard Himmler est appelé dans un régiment d'infanterie bavarois. Il est affecté dans le Protectorat de Bohême-Moravie, près de la frontière polonaise. En septembre 1939, il participe à l'invasion de la Pologne. Au milieu du mois, son régiment se trouve à l'ouest de Lviv mais finit par être envoyé dans le Bas-Rhin en octobre 1939.
En décembre 1939, Himmler est transféré au Ministère du Reich à l’Éducation sur demande de Fritz Todt. Le 12 juillet 1940, il est promu directeur du conseil du ministère. En août 1943, il emménage avec son frère cadet Ernst dans le quartier de Westend à Berlin.
Le 30 janvier 1944, Himmler est promu Standartenführer. Le 30 mars 1944, il devient inspecteur des écoles de la Waffen-SS.

### Dernières années

#### Captivité
En 1945, Gebhard Himmler est capturé à Kappeln par l'armée britannique. Probablement condamné à une peine de travaux forcés, il est affecté dans une usine spécialisée dans la fabrication du cuir en mars 1946. Il est ensuite transféré à Bad Fallingbostel. En 1948, il intègre un nouveau camp de détention à Munich.

#### Libération et fin de vie
En 1948, Gebhard Himmler retrouvre la liberté et se spécialise dans la fabrication de condensateurs à Munich. Il reçoit un certificat de dénazification et est classé comme « suiveur » (catégorie II) dans la hiérarchie nazie.
Nommé directeur du bureau culturel afro-américain de Munich, Himmler travaille comme conseiller d'études et organise de nombreux stages destinés à des étudiants afghans. En 1959, le gouvernement allemand lui interdit cependant de travailler et lui retire sa pension. Himmler est contraint de saisir la justice. Gagnant, il finit par récupérer tous ses droits.
Gebhard Himmler meurt en juin 1982 à l'âge de 83 ans.

### Vie privée

#### Descendance
Gebhard Himmler est le père de trois enfants :
- Irmgard (née le 21 octobre 1927)
- Anneliese (née le 16 octobre 1930)
- Heide (née le 13 mars 1940)

## Sources et références
- (en)/(de) Cet article est partiellement ou en totalité issu des articles intitulés en anglais « Gebhard Ludwig Himmler » (voir la liste des auteurs) et en allemand « Gebhard Ludwig Himmler » (voir la liste des auteurs).

1. ↑  (en-US) « Joseph Gebhard Himmler », sur geni_family_tree (consulté le 12 mai 2018)
2. ↑  (de) Klaus Mües-Baron, Heinrich Himmler : Aufstieg des Reichsführers SS (1910-1933), Gottingen, V&R unipress GmbH, 2011, 561 p. (ISBN 978-3-89971-800-3, lire en ligne)
3. ↑  (de) Josef Greiner, Sudetenfahrt der deutschen Technik Eigene Zugzeitung; Nr 1-8; Nov.-Dez., Nat.-soz. Bund Dt. Technik, 1938 (lire en ligne)
4. ↑  (de) Michael Alisch, Heinrich Himmler : Wege zu Hitler : das Beispiel Heinrich Himmler, Peter Lang, 2010, 171 p. (ISBN 978-3-631-61219-4, lire en ligne)
5. ↑  « Les frères Himmler, une histoire allemande La Cliothèque », La Cliothèque,‎ 12 avril 2012 (lire en ligne, consulté le 12 mai 2018)
6. ↑  (en) Katrin Himmler, The Himmler Brothers, Pan Macmillan, 31 mai 2012, 200 p. (ISBN 978-0-330-47599-0, lire en ligne)
7. ↑  (en-US) « Gebhard Ludwig Himmler », sur geni_family_tree (consulté le 12 mai 2018)